# Kasamatsu (Gifu)
Kasamatsu (笠松町 Kasamatsu-chō?) es un pueblo localizado en la prefectura de Gifu, Japón. En octubre de 2019 tenía una población estimada de 22.462 habitantes y una densidad de población de 2.181 personas por km². Su área total es de 10,30 km².

## Geografía

### Localidades circundantes
- Prefectura de Gifu
  - Gifu
  - Ginan
  - Hashima
  - Kakamigahara
- Prefectura de Aichi
  - Ichinomiya

## Demografía
Según los datos del censo japonés, esta es la población de Kasamatsu en los últimos años.
| 1995   | 2000   | 2005   | 2010   | 2015   |
| ------ | ------ | ------ | ------ | ------ |
| 21.682 | 22.319 | 22.696 | 22.809 | 22.750 |